# 奥本 (亚拉巴马州)

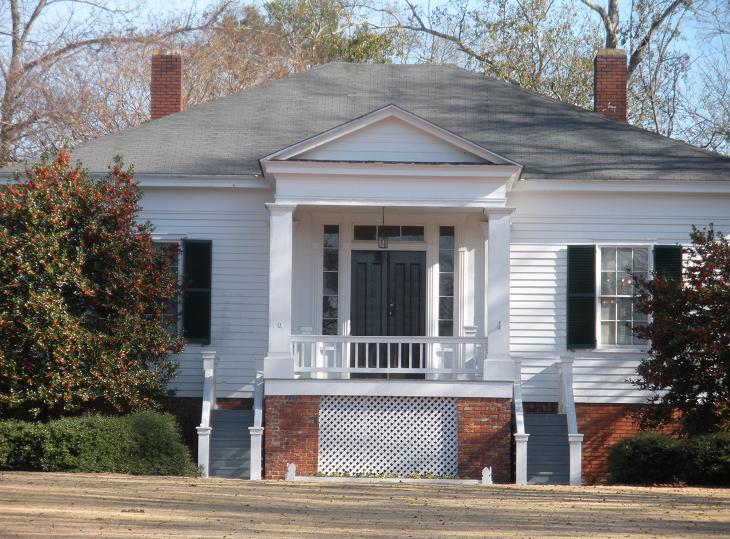
位于阿拉巴马州奥本市的Historic Scott-Yarbrough House，Pebble Hill。

奥本是一个位于阿拉巴马州李郡的城市，它是阿拉巴马州东部最大的城市，2020 年人口为 76,143 人。 它是奥本-欧佩莱卡都会区的主要城市。人口为 158,991 的阿拉巴马州奥本-奥佩莱卡 ( Auburn-Opelika) 都市圈连同哥伦布 (GA-AL MSA)都市圈和阿拉巴马州塔斯基吉 (Tuskegee)组成了更大的哥伦布-奥本-欧佩莱卡 (GA-AL CSA)都市圈 ，该地区拥有 501,649 名居民。
奥本是一座历史悠久的大学城，也是奥本大学的所在地。它是阿拉巴马州发展最快的都市区，也是自 1990 年以来美国第 19 大发展最快的都市区。 U.S. News 将奥本列为 2009 年美国最佳居住地的前十名之一，这座城市的非官方昵称是“平原上最可爱的村庄”，取自奥利弗·戈德史密斯 ( Oliver Goldsmith）的诗 The Deserted Village 中的一句话：“甜蜜的奥本！平原上最可爱的村庄。”

## 历史
奥本 (Auburn) 所在的土地自古以来是克里克人的居住地，根据库塞塔条约 (Treaty of Cusseta)，奥本所在的土地于 1832 年开始开放定居。第一批定居者于 1836 年冬天从佐治亚州哈里斯县抵达。这些定居者在法官约翰·J·哈珀 (John J. Harper) 的带领下，打算建造一座作为该地区的宗教和教育中心的城镇。
奥本于 1839 年 2 月 2 日成立，附属于当时的佐治亚州梅肯县，占地面积2平方英里（5.2平方） 。在那时，卫理公会和浸信会教堂已经建立，一所学校也已经建成并开始运作。在 1840 年代中期，除小学外，还分别建立了男校和女校。 1840 年代和 1850 年代，集中的教育机构导致种植园阶级的家庭迅速涌入奥本。到了 1858 年，在奥本大约 1,000 名自由居民中，约有 500 名是学生。
1856 年，州立法机关在奥本设立了卫理公会学院，即东阿拉巴马男子学院。这所学院，即现在的奥本大学，于 1859 年开学，提供古典和通识教育。
随着 1861 年美国内战的来临，奥本迅速变得空无一人。所有的学校都关闭了，大多数企业也停业了。奥本是德克萨斯州邦联士兵医院的所在地，但仅在 1864 年和 1865 年发生过直接战斗。
南北战争结束后，奥本的经济陷入了长期萧条，这场萧条在 19 世纪余下时间一直持续。学校直到 1870 年代中期才重新开放，大多数企业仍然关闭。 1860 年代和 1870 年代的一系列大火烧毁了市区。东阿拉巴马男子学院的管辖权于 1872 年移交给阿拉巴马州，并在土地波增法案的资助下更名为阿拉巴马农业和机械学院，并承担了作为一所赠地大学新使命。 1887 年通过的哈奇法案允许扩大校园内的农业研究设施。
1892 年，学院成为阿拉巴马州第一所招收女性的四年制学院。这一点，再加上对科学农业和工程的兴趣增加以及新晋的资金，使奥本市再次开始扩张。到 1910 年，奥本的人口已恢复到战前水平。奥本学院橄榄球队赢得了南部联盟的冠军，这为奥本带来了更多的关注和支持，并帮助充实了该市的开销预算。
随着 1920 年代初期棉花价格的暴跌和十年后随之而来的大萧条，奥本的命运迅速逆转。由于这些事件，州政府无法为学院提供资金，而且由于奥本的经济完全来自学院，居民被迫进入易货经济来养活自己。
随着美国加入第二次世界大战，资金又开始流入奥本。奥本的校园变成了美国军队技术专家的训练场。战后，奥本被根据退伍军人法案返校的退伍士兵所填满。
由于这次学生的大量涌入，奥本开始了一段持续到 1950 年代和 60 年代的增长期。大量的住宅和商业建设将奥本的发展推到了城市原有边界之外，导致了一系列大型兼并，将奥本扩大到近24平方英里（62平方）  。 1957 年开始建设的85 号州际公路将奥本与该州的主要城市连接起来。这使得奥本大学（1960 年更名）可以在奥本校园内而不是其他城市安排更多的主场橄榄球比赛，创造了奥本的经济的中流砥柱旅游业。奥本购物中心（Auburn Mall）于 1973 年开业。

70 年代奥本的增长有所放缓，一系列预算削减清楚地表明，奥本市对奥本大学的唯一经济依赖使该市处于脆弱的地位中。 1980 年扬·登普西 (Jan Dempsey) 当选市长，并取消了以前的市政府系统，取而代之的是议会-经理系统。随着新政府的上台，该市开始积极发展工业，导致未来 20 年工业工作岗位数量增加近 1,200%。随着公众对城市管理的满意度达到创纪录水平，奥本的住宅区开始快速增长。

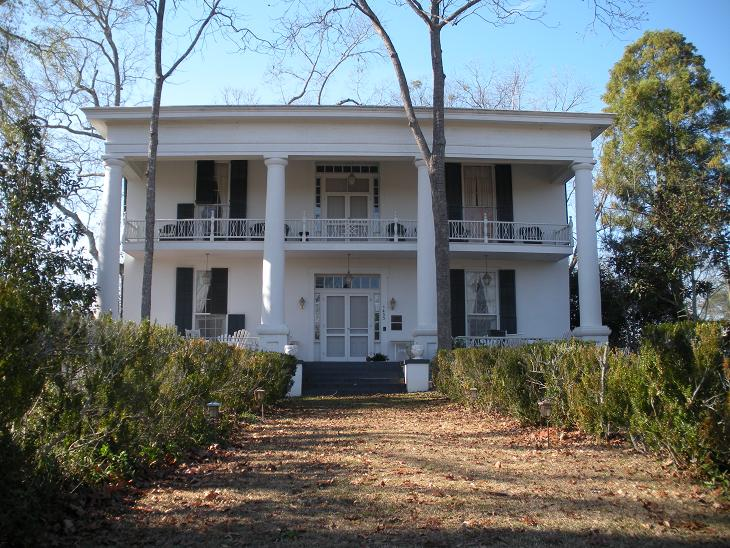
Historic Noble Hall，奥本，阿拉巴马州

1980 年代和 1990 年代的一系列报告将奥本公立学校系统列为全州和全国的前列，这在过去 25 年中吸引了成千上万的新居民搬到奥本。 1980 年至 2003 年间，奥本的人口增长了 65%，而奥本的经济增长了 220%。
进入 21 世纪，人口增长速度加快，既有城市内部的有序增长，也包括通过吞并和合并李县周边地区的增长。从 2000 年到最新的 2020 年十年一次的人口普查数据，奥本的人口增长了 77% 以上。随着持续快速增长，城市扩张和基础设施扩建问题也随之而来，这已成为奥本的两个主要政治问题。

## 地理

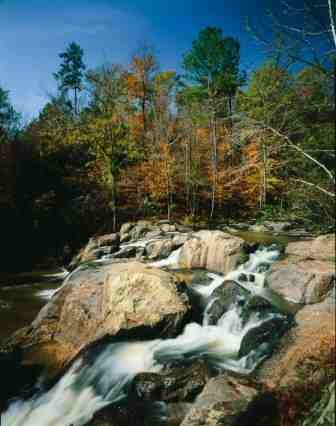
一条小溪流经奥本的切瓦克拉州立公园。

奥本市位于李县西部，东北与欧佩莱卡市接壤，北部与钱伯斯县接壤。该市向南延伸至西南部的亚拉巴马州梅肯县。
奥本位于皮埃蒙特丘陵和沿海平原交界处的秋季线上。奥本最南端的部分地区还包括暴露的岩石，表明阿巴拉契亚造山运动——阿巴拉契亚山脉的最后一个山麓位于奥本南部的切瓦克拉州立公园。由于这三种不同的物理环境，让奥本拥有极其多样化的地质。
奥本的西南和西部地区位于高原上，以连绵起伏的平原和疏林草原为标志，未开发的部分主要用于牲畜放牧和牧场。该地区南部是沿海平原，拥有沙质土壤和松树林。奥本的北部地区地势崎岖得多，山上有茂密的森林，田纳西州东部部分地区常见的是深洼地。城市南部被 Chewacla 公园包围的地区包含尖锐的山峰和夸张的海拔落差，这里是 10.5亿年的阿巴拉契亚山脉的岩石与沿海平原的交汇处。 
奥本位于32°35′52″N 85°28′51″W / 32.59778°N 85.48083°W (32.597684, −85.480823) 根据美国人口普查局2000 年的数据，该市总面积为39.6平方英里（103平方）, 其中39.1平方英里（101平方）是土地，0.4平方英里（1.0平方）(1.11%) 是水域。

## 气候
奥本是典型的深南地区，依据柯本气候分类法，奥本具有潮湿的亚热带气候，特征为温和的冬季、早春、漫长闷热的夏季和温暖的秋季。由于靠近墨西哥湾尽管夏末秋初有明显的旱季，但这座城市的降雨量很大——每年平均52.6英寸（1,340）。从冬末到初夏，强烈的风暴产生破坏性风和/或大冰雹很常见。奥本也有龙卷风的危险。由于靠近海湾，奥本在夏季和秋季还受到热带风暴和飓风的边缘影响。 1995 年的飓风欧泊和 2004 年的飓风伊万是近期影响奥本地区的两个最著名的热带系统之一。
奥本冬季通常比较温和，降雪量平均0.7英寸（1.8），超过四分之三时间没有任何可测量的降雪。 大多数日子的最高气温有50 °F（10 °C），从 12 月到 2 月，每年平均有 10-11 天的气温超过70 °F（21 °C），冬季的奥本很少整天保持在冰点以下。奥本的夏季漫长、炎热、潮湿，一年平均有 57 天温度能达到或超过 90 °F（32 °C）。 虽然不常见（每年 1.2 天），但有时实际气温也能达到100 °F（38 °C）， 高湿度也会使白天的酷热指数超过该天数。
奥本的气温历史最高记录是103 °F（39 °C）, 记录于 1980 年 7 月 15 日和 1980 年 8 月 10 日，而历史最低气温为−7 °F（−22 °C） ，记录于1899 年 2 月 13 日和1985 年 1 月 21 日。 

## 人口统计

### 奥本市
| 调查年                     | 人口   | 备注 | %±     |
| -------------------------- | ------ | ---- | ------ |
| 1870                       | 1,018  |      | —      |
| 1880                       | 1,161  |      | 14.0%  |
| 1890                       | 1,440  |      | 24.0%  |
| 1900                       | 1,447  |      | 0.5%   |
| 1910                       | 1,408  |      | −2.7%  |
| 1920                       | 2,143  |      | 52.2%  |
| 1930                       | 2,800  |      | 30.7%  |
| 1940                       | 4,652  |      | 66.1%  |
| 1950                       | 12,939 |      | 178.1% |
| 1960                       | 16,261 |      | 25.7%  |
| 1970                       | 22,767 |      | 40.0%  |
| 1980                       | 28,471 |      | 25.1%  |
| 1990                       | 33,830 |      | 18.8%  |
| 2000                       | 42,987 |      | 27.1%  |
| 2010                       | 53,380 |      | 24.2%  |
| 2020                       | 76,143 |      | 42.6%  |
| 美国十年人口普查 2018 估计 |        |      |        |

奥本作为一个合并城镇首次出现在 1870 年的美国人口普查中。 

### 2010年人口普查数据
截至2010 年人口普查，该市有 53,380 人、22,111 户家庭， 9,939 个家庭居住在市区内。人口密度为919.3名居民每平方英里（354.9名居民每平方）   。有 20,043 个住房单元，平均密度为512.2每平方英里（197.8每平方）。该市的种族构成为 75.1%白人、16.5%黑人或非裔美国人、0.3%美洲原住民、5.3%亚裔、0.00%太平洋岛民、1.10% 来自其他种族，以及 1.6% 来自两个或更多种族。 2.9% 的人口是任何种族的西班牙裔或拉丁裔。 

该市家庭收入中位数为 35,857 美元，家庭收入中位数为 72,771 美元。男性的收入中位数为 51,644 美元，而女性为 36,898 美元。该市的人均收入为 24,656 美元。约有 9.2% 的家庭和 25.2% 的人口处于贫困线以下，其中 18 岁以下人口占 15.0%，65 岁或以上人口占 3.6%。家庭和家庭之间存在这种巨大不平等的原因是由于居住在该地区的学生人数众多。 

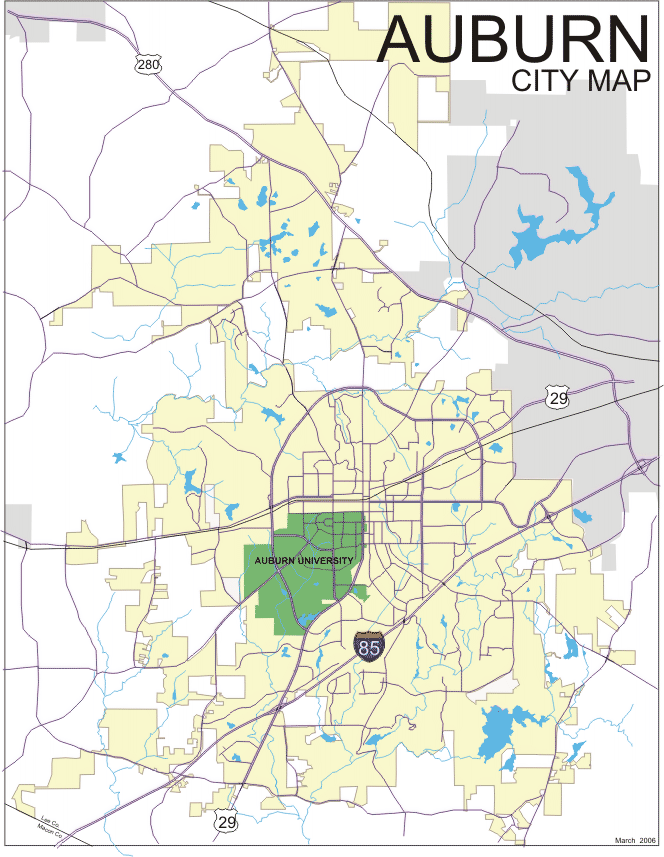
奥本市地图。

### 2020 年人口普查数据
| 种族                           | 人数   | 比例   |
| ------------------------------ | ------ | ------ |
| 白人（非西班牙裔）             | 48,132 | 63.21% |
| 黑人或非裔美国人（非西班牙裔） | 13,924 | 18.29% |
| 美洲原住民                     | 128    | 0.17%  |
| 亚洲人                         | 7,397  | 9.71%  |
| 太平洋岛民                     | 31     | 0.04%  |
| 其他/混合                      | 2,912  | 3.82%  |
| 西班牙裔或拉丁裔               | 3,619  | 4.75%  |

截至2020 年美国人口普查，该市有 76,143 人、26,156 户家庭和 13,269 个家庭居住。

## 经济

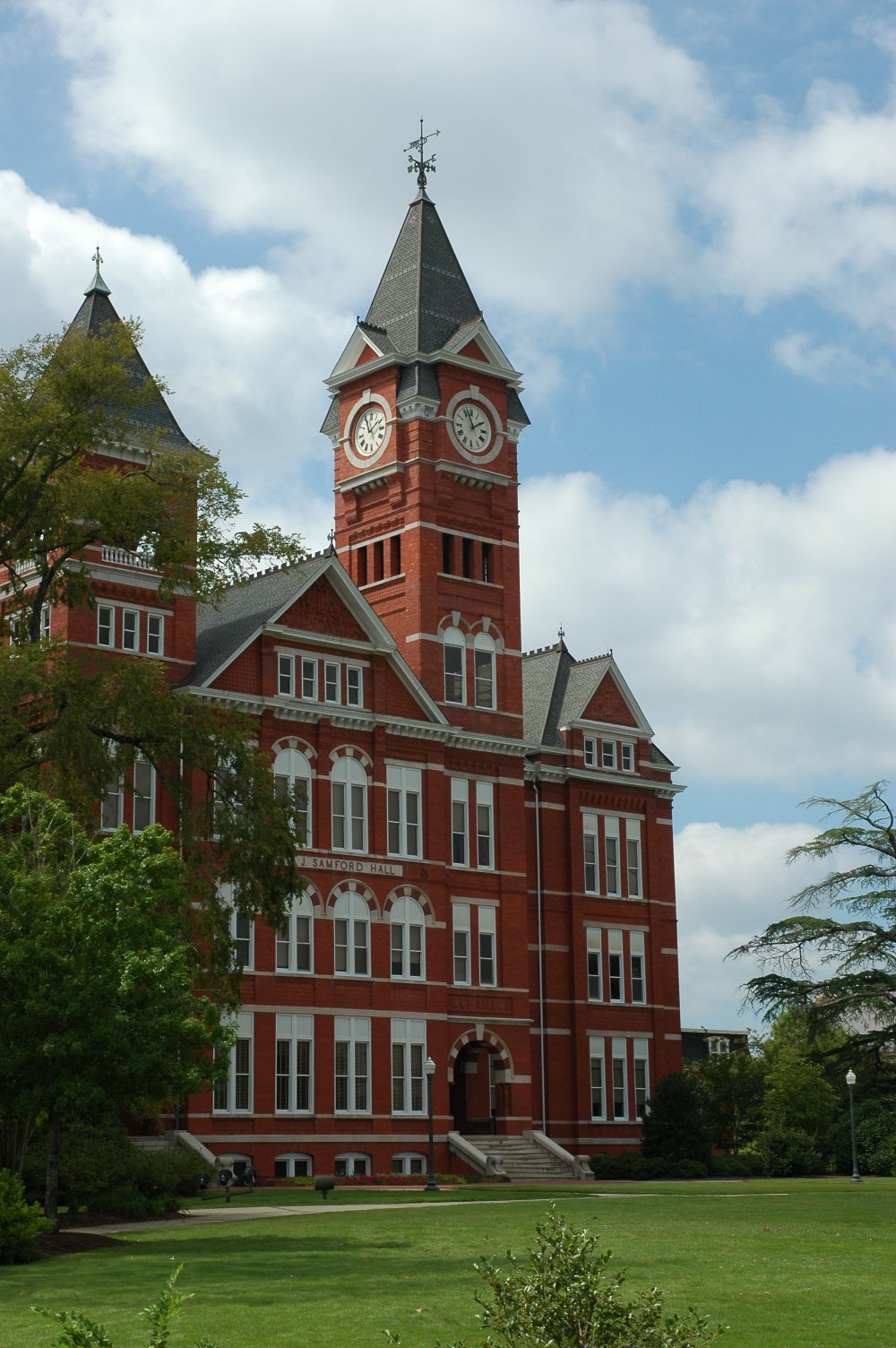
Samford Hall ，位于奥本大学校园内。

奥本的经济以奥本大学为中心提供大学附属服务。奥本大学拥有 4,300 名员工，约占该市劳动力总数的四分之一。此外，还有 2,400 名奥本人受雇于联邦政府和州政府，担任通常与大学相关的职位。约有 8,500 人从事服务业工作。
奥本的工业基地围绕中型高科技制造和研究公司而建。奥本拥有 1 个工业园区和 4 个科技园区，主要工业重点领域是小型发动机、汽车轮毂、燃料电池、塑料注射技术和车辆装甲的制造。制造业为奥本提供了约 5,000 个工作岗位。
奥本位于起亚和现代汽车制造工厂之间，与起亚汽车制造工厂相距约35英里（56）在 I-85 州际公路以东，距离现代汽车制造厂约55英里（89）在 I-85/I-65 向西。

## 公共安全
公共安全部有五个部门：警察、消防、通信、法规执行和行政。公共安全部门为奥本市和奥本大学校园提供所有执法、公共安全服务以及紧急 911 响应和调度服务。该市的建筑活动由法规执行部门进行监督和检查。救护车服务是通过与东阿拉巴马医疗中心签订的合同提供的。

## 教育
奥本作为一个大学城，受到教育的影响很大。奥本大学截至 2021-2022 年注册人数为 31,526 人。 奥本大学是一所土地赠款大学，也是一所海洋和太空赠款大学，在商业、工程、农业和兽医学方面拥有传统的强大课程。该大学主要侧重于本科教育，拥有 5,000 名研究生课程。奥本大学是一所研究机构，主要研究领域包括无线工程、分子生物科学、交通运输、水产养殖和森林可持续性。
奥本也是包括路德维希·冯·米塞斯研究所在内的数个研究中心的所在地。

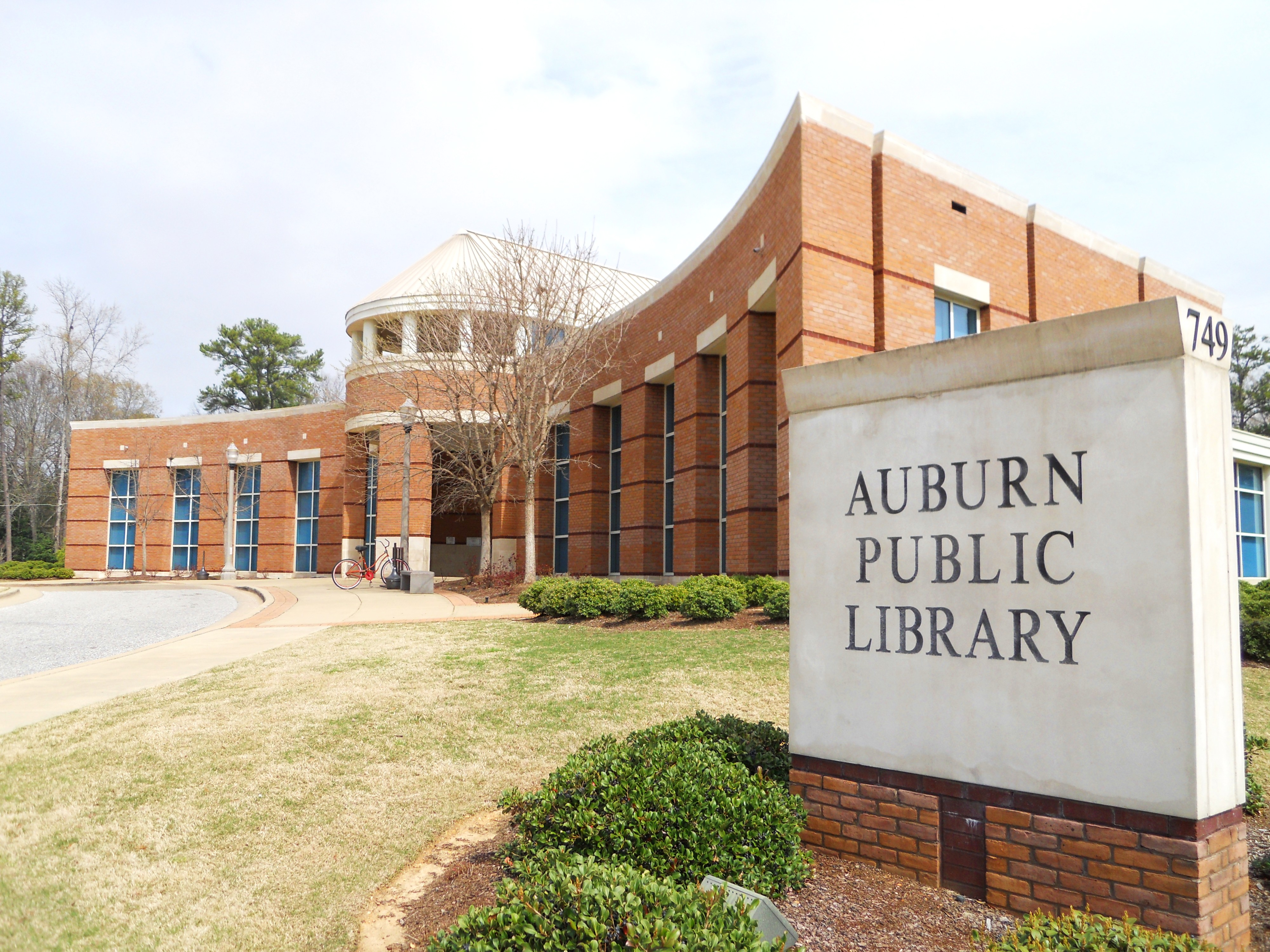
奥本公共图书馆

## 交通运输
奥本位于阿拉巴马州的东南部，可通过85 号州际公路、美国 29 号公路和美国 280 号公路抵达。该市还有一个通用航空机场，即奥本大学地区机场( AUO )，距离奥本市中心以东2英里（3.2）。离奥本最近的主要商业机场是哈茨菲尔德-杰克逊亚特兰大国际机场( ATL )（亚特兰大）和伯明翰-沙特尔斯沃思国际机场( BHM )（伯明翰）。这些机场中的每一个都距离奥本不到 2 小时车程，它们共同提供飞往世界上大多数主要机场的航空服务。奥本附近还有两个支线机场：蒙哥马利地区机场（ MGM ）（ Montgomery ）和哥伦布大都会机场（ CSG ）（ Columbus ）。
若要前往亞特蘭大機場，可以搭乘客運巴士Groome。Tiger Taxi、Eagle Town Taxi、Spirit Town Taxi 均提供本地出租车服务和到其他城市的包车服务。奥本大学提供 Tiger Transit 公交系统，该系统在校园附近运行，有數十條校車路線，負責平日接送學生與教職員工往返校區的服務。學生可免費搭乘。
奥本的人行道很少，也没有城市公交系统。这是一个严重依赖汽车的社区。但是它仍然获得美国自行车联盟颁发的自行车友好小镇奖。
1. ↑  . Encyclopediaofalabama.org. October 3, 2013  [July 14, 2014]. （原始内容存档于2014-08-10）.
2. ↑  . United States Census Bureau. February 12, 2011  [April 23, 2011]. （原始内容存档于2006-07-20）.
3. ↑  . The Weather Channel.   [March 8, 2013]. （原始内容存档于2019-02-07）.
4. ↑  . Census.gov.   [June 6, 2013]. （原始内容存档于April 26, 2015）.
5. ↑  . United States Census Bureau.   [June 8, 2018]. （原始内容存档于2019-03-28）.
6. ↑  http://www2.census.gov/prod2/decennial/documents/1870a-05.pdf （页面存档备份，存于）, 1870 AL Census
7. ↑  . censusviewer.com.   [March 18, 2019]. （原始内容存档于2020-08-05）.
8. ↑  . www.census.gov.   [March 18, 2019].
9. ↑  . data.census.gov.   [2021-12-13]. （原始内容存档于2022-10-06）.
10. ↑  . www.Auburn.edu. 2022  [2023-06-08]. （原始内容存档于2023-03-16）.